# 青岛工程学院
青岛工程学院，是青岛启迪海都教育科技有限公司举办的独立设置的普通本科高校，办学性质为民办，其前身是中国2005年经教育部批准山东省教育厅管辖的民办本科高校（独立学院）青岛农业大学海都学院，校址位于山东省莱阳市，计划迁入莱西市。

## 规模
学院原主体为莱阳农学院旧址，是一个拥有60多年建设历史的完整校园，占地约1000亩，可满足万名学生就读。学院校舍建筑面积20.17万平方米，图书馆藏书105.15余万册，固定资产总值3.54亿元，教学仪器设备值4315.25万元。聘任教师458名，其中博士99人、硕士283人、教授58人、副教授128人。2016年在校生8000多人。

## 院系
学院设有工程系、食品系、生物科技系、人文艺术系、经济与管理系及基础教学部6个教学系部、33个本科专业及其部分相关专科专业；设有计算机、机械工程、电气工程、建筑工程、化学、食品科学与工程、生物工程、动物科学、植物科学、经济与管理学、人文艺术等11个校内实验实践教学中心；建立校外实践教学基地142个。

## 奖学制度
学院设国家奖学金8000元/年、省政府奖学金6000元/年、国家励志奖学金5000元/年、省政府励志奖学金5000/年；设一、二、三等学业奖学金，分学期奖励学习优胜的学生，年最高金额为2000元；学院还设有三好学生奖学金、优秀学生干部奖学金、单项奖学金、特别奖学金和企业奖助学金，奖励面超过40%。

## 国际合作
2012年经山东省教育厅、省外事办公室、省公安厅审核批准，学院获得接受外国留学生的院校资格。同时与美国、韩国、意大利、菲律宾、新西兰等有关高校签订交流合作协议。与韩国高校互派交换生项目已全面展开，每年选送优秀专科生赴韩国高校攻读本科、优秀本科生赴韩国高校攻读硕士研究生。

## 荣誉
- 2006年在由中国教育科学研究院组织的全国独立学院实力综合测评中荣获“中国最具竞争力独立学院”称号
- 2007年被中国高等教育学会授予“中国西部教育顾问单位”
- 2008年被现代教育报、腾讯教育网等单位评为“改革开放30年中国十佳特色教育示范校”；被山东省教育厅、山东省科技厅、山东省人事厅等单位授予“山东省学习型先进班组”荣誉称号
- 2009年被中国诚信万里行活动委员会、山东省政协科教文卫体委员会、山东省社会科学界联合会授予“全国诚信和谐院校”荣誉称号
- 2010年获山东省“优秀人才培养奖”
- 2013年被新华网评选为“2013中国品牌影响力独立学院”称号